# Margosatubig
Margosatubig ist eine philippinische Stadtgemeinde in der Provinz Zamboanga del Sur. Sie hat 37.873 Einwohner (Zensus 1. August 2015). Die Dumanquilas Bay liegt teilweise im Verwaltungsgebiet der Gemeinde.

## Baranggays
Margosatubig ist politisch in 17 Baranggays unterteilt.
| - Balintawakan - Bularongan - Digon - Guinimanan - Igat Island - Josefina - Kalian - Kolot | - Limamawan - Lumbog - Magahis - Poblacion - Sagua - Talanusa - Tiguian - Tulapoc |